# تاکشی اینوئه
تاکشی اینوئه (به انگلیسی: Takeshi Inoue) بازیکن فوتبال اهل ژاپن و عضو تیم ملی فوتبال ژاپن است که در تاریخ ۰۷ مارس ۱۹۵۴ میلادی اولین بازی ملی‌اش را انجام داد. او در ۱ بازی ملی حضور داشت و آخرین بازی ملی خود را در تاریخ ۷ مارس ۱۹۵۴ میلادی انجام داد. تاکشی اینوئه در بازی‌های ملی‌اش
گلی به ثمر نرساند.